# Kirill Sosunov
Kirill Sosunov (en russe : Кирилл Олегович Сосунов ; en français : Kirill Olegovitch Sossounov), né le 1er novembre 1975 à Riazan, est un athlète russe spécialiste du saut en longueur.

## Carrière
Vainqueur des Universiade d'été de Fukuoka en 1995, il se révèle durant les Championnats du monde en salle 1997 en prenant la deuxième place du concours de la longueur avec un saut à 8,41 m, à dix centimètres du Cubain Iván Pedroso. Lors des Championnats du monde d'Athènes, Sosunov remporte la médaille de bronze avec 8,18 m, devancé par Iván Pedroso et Erick Walder. Sosunov obtient le plus grand succès de sa carrière en s'adjugeant le titre des Championnats d'Europe 1998 de Budapest où il devance de sept centimètres le Roumain Bogdan Tarus.
Les meilleures performances de sa carrière au saut en longueur sont de 8,38 m en plein air (1998) et 8,41 m en salle (1997).
Kirill Sosunov est marié à la sauteuse en hauteur Olga Kaliturina.

## Palmarès
| Année | Compétition                    | Lieu         | Place | Marque |
| ----- | ------------------------------ | ------------ | ----- | ------ |
| 1995  | Universiade                    | Fukuoka      | 1er   |        |
| 1997  | Championnats du monde en salle | Paris        | 2e    | 8,41 m |
| 1997  | Championnats d'Europe espoirs  | Turku        | 2e    | 8,30 m |
| 1997  | Championnats du monde          | Athènes      | 3e    | 8,18 m |
| 1997  | Finale du Grand Prix           | Fukuoka      | 4e    | 8,26 m |
| 1998  | Championnats d'Europe          | Budapest     | 1er   | 8,28 m |
| 1998  | Coupe du monde des nations     | Johannesburg | 4e    | 8,08 m |
| 2002  | Championnats d'Europe en salle | Vienne       | 5e    | 8,02 m |
| 2004  | Championnats du monde en salle | Budapest     | 7e    | 8,16 m |